# Siikalampi (sjö i Ranua, Lappland)
Siikalampi är en sjö i kommunen Ranua i landskapet Lappland i Finland. Arean är 37 hektar och strandlinjen är 2,83 kilometer lång. Sjön  ingår i Simo älvs huvudavrinningsområde.   Den ligger omkring 55 kilometer sydöst om Rovaniemi och omkring 680 kilometer norr om Helsingfors. 